# Gebiets- und Verwaltungsreform im Saarland 1974
Mit dem Gesetz über die Neugliederung der Kreise und Gemeinden vom 19. Dezember 1973 wurden mit Wirkung vom 1. Januar 1974 aus den bisher 345 saarländischen Gemeinden 50 neue Gemeinden gebildet. Die ehemaligen Gemeinden sind als Ortsteile mit eigenen Ortsräten in den neuen Gemeinden enthalten. Die neuen Gemeinden haben alle über 6000 Einwohner. Die Stadt Dudweiler, die seitdem als Stadtbezirk zur Landeshauptstadt Saarbrücken gehört, war mit ca. 30.000 Einwohnern die größte Gemeinde, die ihre Selbständigkeit verlor.
Die Ämter wurden aufgelöst.

## Veränderungen an den Landkreisen

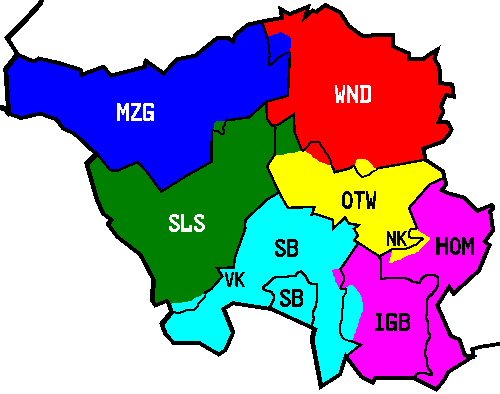
Schwarze Linien: alte Kreisgrenzen. Farbige Flächen: neue Kreisgrenzen

Die ehemals zur bayerischen Pfalz gehörenden Landkreise Homburg und Sankt Ingbert wurden zum Saar-Pfalz-Kreis (heute Saarpfalz-Kreis) mit Sitz in Homburg und dem Kfz-Kennzeichen HOM zusammengeschlossen. Die Stadt St. Ingbert wurde am 1. April 1974 zur Mittelstadt und erhielt – im Gegensatz zum Rest des ehemaligen Landkreises – erneut das Kfz-Kennzeichen IGB.
Der Landkreis Ottweiler wurde in Landkreis Neunkirchen umbenannt. Gleichzeitig verlor die Stadt Neunkirchen ihren Status als Mittelstadt. Der neue Landkreis erhielt das Neunkircher Kfz-Kennzeichen NK. Die Kreisverwaltung blieb jedoch in der früheren Kreisstadt Ottweiler.
Die Landeshauptstadt Saarbrücken wurde mit dem Landkreis Saarbrücken zum Stadtverband Saarbrücken (heute Regionalverband Saarbrücken, Kfz-Kennzeichen SB) zusammengeschlossen, dem ersten Kommunalverband besonderer Art in der Bundesrepublik. Völklingen blieb Mittelstadt und behielt damit das eigene Kfz-Kennzeichen VK.
Die Landkreise Merzig-Wadern (Sitz in Merzig, Kfz-Kennzeichen MZG), Saarlouis (SLS) und St. Wendel (WND) blieben weitgehend unverändert.

## Neue Städte und Gemeinden

### Landkreis Merzig-Wadern
Die Kreisstadt Merzig wurde um Gemeinden der Ämter Merzig-Land um Hilbringen erweitert. Die übrigen Ämter wurden – mit kleineren Gebietsänderungen – in neue Großgemeinden umgewandelt.

#### Gemeinde Beckingen
Zu Beckingen kamen:
- die ebenfalls zum Amt Beckingen gehörenden Gemeinden Düppenweiler, Erbringen, Hargarten, Haustadt, Honzrath, Reimsbach und Saarfels,
- vom Amt Losheim die Gemeinde Oppen.

#### Gemeinde Losheim
Zu Losheim kamen:
- die ebenfalls zum Amt Losheim gehörenden Gemeinden Bergen, Britten, Hausbach, Niederlosheim, Rimlingen, Rissenthal, Scheiden, Wahlen und Waldhölzbach, jedoch ohne Oppen,
- vom Amt Weiskirchen die Gemeinde Mitlosheim,
- vom Amt Merzig-Land die Gemeinde Bachem.

#### Kreisstadt Merzig
Zur Stadt Merzig kamen:
- vom Amt Merzig-Land die Gemeinden Bietzen, Brotdorf, Harlingen, Menningen und Merchingen, jedoch ohne Bachem,
- vom Amt Hilbringen die Gemeinden Ballern, Büdingen, Fitten, Hilbringen, Mechern, Mondorf, Schwemlingen, Silwingen, Weiler und Wellingen,
- vom Amt Mettlach die Gemeinde Besseringen.

#### Gemeinde Mettlach
Zu Mettlach kamen:
- die ebenfalls zum Amt Mettlach gehörenden Gemeinden Dreisbach, Faha, Keuchingen, Nohn, Orscholz, Saarhölzbach und Weiten, jedoch nur ein kleiner Teil von Besseringen,
- vom Amt Hilbringen die Gemeinden Bethingen, Tünsdorf und Wehingen.

#### Gemeinde Perl
Zu Perl (Mosel) kamen:
- die ebenfalls zum Amt Perl gehörenden Gemeinden Besch, Borg, Büschdorf, Eft-Hellendorf, Keßlingen, Münzingen, Nennig, Oberleuken, Oberperl, Sehndorf, Sinz, Tettingen-Butzdorf und Wochern.

#### Gemeinde Wadern
Zu Wadern kamen:
- die ebenfalls zum Amt Wadern gehörenden Gemeinden Bardenbach, Büschfeld, Dagstuhl, Gehweiler, Krettnich, Lockweiler, Morscholz, Niederlöstern, Noswendel, Oberlöstern, Wadrill und Wedern,
- vom Amt Weiskirchen die Gemeinden Münchweiler, Nunkirchen und Steinberg,
- vom Amt Nonnweiler (Landkreis St. Wendel) die Gemeinden Buweiler-Rathen und Kostenbach.

#### Gemeinde Weiskirchen
Zu Weiskirchen kamen:
- vom Amt Weiskirchen die Gemeinden Konfeld, Rappweiler, Thailen und Weierweiler.

### Landkreis Neunkirchen
Die Städte Neunkirchen und Ottweiler wurden um umliegende Gemeinden erweitert. Aus dem Amt Eppelborn kamen einige Gemeinden zur neuen Gemeinde Lebach (Landkreis Saarlouis).

#### Gemeinde Eppelborn
Zu Eppelborn kamen:
- vom Amt Eppelborn die Gemeinden Bubach-Calmesweiler, Dirmingen, Habach, Hierscheid, Humes, Macherbach und Wiesbach.

Andere Gemeinden des Amts Eppelborn kamen zu den Gemeinden Lebach (Landkreis Saarlouis) und Marpingen (Landkreis St. Wendel).

#### Gemeinde Illingen
Zu Illingen kamen:
- die ebenfalls zum Amt Illingen gehörenden Gemeinden Hirzweiler, Hüttigweiler, Uchtelfangen und Wustweiler,
- vom Amt Schiffweiler die Gemeinde Welschbach.

#### Gemeinde Merchweiler
Zu Merchweiler kam:
- vom Amt Wemmetsweiler die Gemeinde Wemmetsweiler.

Die ebenfalls dem Amt Wemmetsweiler angehörige Gemeinde Heiligenwald kam jedoch zu Schiffweiler.

#### Stadt Neunkirchen
Zu Neunkirchen – nunmehr Kreis- statt Mittelstadt – kamen:
- vom Amt Wiebelskirchen die Gemeinden Hangard, Münchwies und Wiebelskirchen,
- einige Flurstücke der Gemeinden Bexbach, Kirkel-Neuhäusel, Limbach und Niederbexbach (Landkreis Homburg) sowie Spiesen (Amt Spiesen).

Der Limbacher Ortsteil Bayerisch Kohlhof kam zunächst zur Stadt Neunkirchen, wurde jedoch 1985 zur jetzigen Gemeinde Kirkel (Saarpfalz-Kreis) zurückgegliedert. Preußisch Kohlhof gehört unverändert zur Stadt Neunkirchen.

#### Stadt Ottweiler
Zur Stadt Ottweiler – nun nicht mehr offiziell Kreisstadt, aber weiterhin de facto Sitz der Kreisverwaltung – kamen:
- vom Amt Wiebelskirchen die Gemeinden Fürth im Ostertal und Lautenbach,
- vom Amt St. Wendel-Land (Landkreis St. Wendel) die Gemeinde Mainzweiler,
- die amtsfreie Gemeinde Steinbach bei Ottweiler.

#### Gemeinde Schiffweiler
Zu Schiffweiler kamen:
- die ebenfalls zum Amt Schiffweiler gehörenden Gemeinden Landsweiler-Reden und Stennweiler, jedoch nur ein kleiner Teil von Welschbach,
- vom Amt Wemmetsweiler die Gemeinde Heiligenwald,
- einige Flurstücke der Gemeinde Hüttigweiler (Amt Illingen).

#### Gemeinde Spiesen-Elversberg
Die Gemeinde Spiesen-Elversberg wurde gebildet aus:
- den beiden Gemeinden des Amts Spiesen: Spiesen und Elversberg,
- einigen Flurstücken der Stadt Neunkirchen.

### Landkreis Saarlouis
Die Ämter wurden nahezu 1:1 in Großgemeinden umgewandelt. Die Kreisstadt Saarlouis wurde kaum vergrößert.
Erwähnenswert ist hier, dass die Gemeinden Bous und Ensdorf 1982 aus der Großgemeinde Schwalbach ausgeschieden sind.
Dadurch gibt es heute im Saarland nicht 50, sondern 52 Gemeinden.

#### Stadt Dillingen
Die Stadt Dillingen/Saar blieb unverändert.

#### Gemeinde Lebach
Zu Lebach kamen:
- die ebenfalls dem Amt Lebach angehörigen Gemeinden Eidenborn, Falscheid, Hahn, Jabach, Landsweiler, Lebach, Knorscheid, Niedersaubach, jedoch ohne Primsweiler,
- vom Amt Schmelz die Gemeinde Gresaubach,
- vom Amt Eppelborn (Landkreis Ottweiler) die Gemeinden Aschbach, Dörsdorf, Steinbach und Thalexweiler.

Im Jahr 1977, also drei Jahre nach der Gebietsreform, erhielt Lebach die Stadtrechte.

#### Gemeinde Nalbach
Zu Nalbach kamen:
- die ebenfalls dem Amt Nalbach angehörigen Gemeinden Bilsdorf, Körprich, Nalbach und Piesbach,
- einige Flurstücke der Gemeinde Saarwellingen.

#### Gemeinde Rehlingen
Zu Rehlingen (heute Gemeinde Rehlingen-Siersburg) kam:
- das Amt Siersburg mit den Gemeinden Biringen, Eimersdorf, Fremersdorf, Fürweiler, Gerlfangen, Hemmersdorf, Niedaltdorf, Oberesch und Siersburg.

#### Kreisstadt Saarlouis
Zur Stadt Saarlouis kamen:
- einige Flurstücke der Gemeinden Felsberg (Amt Bisten) und Wallerfangen (Amt Wallerfangen).

#### Gemeinde Saarwellingen
Zu Saarwellingen kamen:
- die amtsfreien Gemeinden Reisbach und Schwarzenholz.

#### Gemeinde Schmelz
Zu Schmelz (Saar) kamen:
- die ebenfalls dem Amt Schmelz angehörigen Gemeinden Außen, Bettingen, Dorf im Bohnental, Hüttersdorf und Limbach, jedoch ohne Gresaubach,
- vom Amt Lebach die Gemeinde Primsweiler,
- einige Flurstücke der Gemeinde Reimsbach (Amt Beckingen, Landkreis Merzig-Wadern),
- vom Amt Weiskirchen (Landkreis Merzig-Wadern) die Gemeinde Michelbach

#### Gemeinde Schwalbach
Zu Schwalbach (Saar) kamen:
- das Amt Bous mit den Gemeinden Bous, Elm und Griesborn,
- die amtsfreien Gemeinden Ensdorf und Hülzweiler.

Bous und Ensdorf schieden 1982 aus der Gemeinde Schwalbach aus und bilden fortan die einzigen Ein-Ort-Gemeinden des Saarlandes.

#### Gemeinde Überherrn
Zu Überherrn kamen:
- die ebenfalls dem Amt Bisten angehörigen Gemeinden Altforweiler, Berus, Bisten und Felsberg.

#### Gemeinde Wadgassen
Zu Wadgassen kamen:
- die ebenfalls dem Amt Wadgassen angehörigen Gemeinden Differten (einschließlich Friedrichweiler), Hostenbach, Schaffhausen und Werbeln.

#### Gemeinde Wallerfangen
Zu Wallerfangen kamen:
- die ebenfalls dem Amt Wallerfangen angehörigen Gemeinden Bedersdorf, Düren, Gisingen, Ihn, Ittersdorf, Kerlingen, Leidingen, Rammelfangen und St. Barbara.

### Landkreis St. Wendel
Das Amt St. Wendel-Land wurde auf die neuen Gemeinden St. Wendel, Marpingen und Oberthal aufgeteilt. Die Kreisstadt St. Wendel wurde außerdem um Gemeinden der Ämter Niederkirchen und Oberkirchen-Namborn erweitert. Aus Teilen der Ämter Oberkirchen-Namborn und Türkismühle wurde die Großgemeinde Freisen gebildet.

#### Gemeinde Freisen
Zu Freisen (ehemals Amt Nohfelden) kamen:
- vom Amt Nohfelden die Gemeinden Asweiler und Eitzweiler,
- vom Amt Oberkirchen-Namborn die Gemeinden Grügelborn, Haupersweiler, Oberkirchen, Reitscheid und Schwarzerden

#### Gemeinde Marpingen
Zu Marpingen (ehemals Amt St. Wendel-Land) kamen:
- vom Amt St. Wendel-Land die Gemeinden Alsweiler und Urexweiler,
- vom Amt Eppelborn (Landkreis Ottweiler) die Gemeinde Berschweiler.

#### Gemeinde Namborn
Zu Namborn (ehemals Amt Oberkirchen-Namborn) kamen:
- vom Amt Oberkirchen-Namborn die Gemeinden Baltersweiler, Eisweiler, Furschweiler, Gehweiler, Heisterberg, Hirstein, Hofeld-Mauschbach, Pinsweiler und Roschberg.

#### Gemeinde Nohfelden
Zu Nohfelden kamen:
- die ebenfalls zum Amt Nohfelden (bis 1956: Amt Türkismühle) gehörigen Gemeinden Bosen, Eckelhausen, Eisen, Eiweiler, Gonnesweiler, Mosberg-Richweiler, Neunkirchen/Nahe, Selbach, Sötern, Türkismühle, Walhausen und Wolfersweiler, jedoch ohne Asweiler-Eitzweiler und Freisen.

#### Gemeinde Nonnweiler
Zu Nonnweiler kamen:
- die ebenfalls zum Amt Nonnweiler gehörigen Gemeinden Bierfeld, Braunshausen, Kastel, Otzenhausen, Primstal und Sitzerath, jedoch ohne Buweiler-Rathen und Kostenbach,
- vom Amt Nohfelden die Gemeinde Schwarzenbach.

#### Gemeinde Oberthal
Zu Oberthal (Saar) (ehemals Amt St. Wendel-Land) kamen:
- vom Amt St. Wendel-Land die Gemeinden Gronig, Güdesweiler und Steinberg-Deckenhardt.

#### Kreisstadt St. Wendel
Zur Stadt St. Wendel kamen:
- vom Amt St. Wendel-Land die Gemeinden Bliesen, Dörrenbach, Niederlinxweiler, Oberlinxweiler, Remmesweiler, Werschweiler und Winterbach,
- vom Amt Niederkirchen die Gemeinden Bubach im Ostertal, Hoof, Marth, Niederkirchen im Ostertal, Osterbrücken und Saal,
- vom Amt Oberkirchen-Namborn die Gemeinden Leitersweiler und Urweiler.

#### Gemeinde Tholey
Zu Tholey kamen:
- die ebenfalls zum Amt Tholey gehörigen Gemeinden Bergweiler, Hasborn-Dautweiler, Lindscheid, Neipel, Scheuern, Sotzweiler, Theley und Überroth-Niederhofen,
- einige Flurstücke der Gemeinde Selbach (Amt Türkismühle).

### Saar-Pfalz-Kreis
Da dieser Teil des Saarlandes bis zum Ersten Weltkrieg zur Pfalz gehört hatte, gab es auf dem Gebiet des heutigen Saarpfalz-Kreises nur wenige Ämter (Bürgermeistereien). Die Städte Homburg, St. Ingbert und Blieskastel wurden um umliegende Gemeinden erweitert. Teile des Landkreises St. Ingbert wurden zur Gemeinde Mandelbachtal – der einzigen saarländischen Gemeinde, die nicht nach einem Ort benannt ist – zusammengeschlossen. Andere Teile des ehemaligen Landkreises kamen zum Stadtverband Saarbrücken.
Am 10. Juli 1989 wurde die Schreibweise des Landkreises in Saarpfalz-Kreis geändert.

#### Stadt Bexbach
Zur Stadt Bexbach (Landkreis Homburg) kamen:
- vom Amt Limbach die Gemeinde Niederbexbach,
- die Gemeinden Frankenholz, Höchen, Kleinottweiler und Oberbexbach,
- einige Flurstücke der Gemarkung Wellesweiler der Stadt Neunkirchen.

#### Stadt Blieskastel
Zur Stadt Blieskastel (Landkreis St. Ingbert) kamen:
- aus dem Amt Aßweiler (Landkreis St. Ingbert) die Gemeinden Aßweiler und Biesingen,
- aus dem Amt Altheim (Landkreis Homburg) die Gemeinden Altheim und Neualtheim (heute Pinningen),
- aus dem Landkreis St. Ingbert die Gemeinden Ballweiler, Bierbach, Blickweiler, Niederwürzbach und Wolfersheim,
- aus dem Landkreis Homburg die Gemeinden Böckweiler, Breitfurt, Brenschelbach, Mimbach und Webenheim.

#### Gemeinde Gersheim
Zu Gersheim (Landkreis St. Ingbert) kamen:
- das Amt Rubenheim (Landkreis St. Ingbert) mit den Gemeinden Herbitzheim und Rubenheim,
- das Amt Medelsheim (Landkreis Homburg) mit den Gemeinden Medelsheim, Niedergailbach, Peppenkum, Seyweiler und Utweiler,
- aus dem Amt Breitfurt (Landkreis St. Ingbert) die Gemeinde Bliesdalheim,
- aus dem Landkreis St. Ingbert die Gemeinde Reinheim,
- aus dem Landkreis Homburg die Gemeinde Walsheim.

#### Kreisstadt Homburg
Zur Kreisstadt Homburg kamen:
- die Gemeinden Einöd, Jägersburg, Kirrberg und Wörschweiler.

#### Gemeinde Kirkel
Zu Kirkel-Neuhäusel (Landkreis Homburg) kamen:
- aus dem Amt Limbach (Landkreis Homburg) die Gemeinden Altstadt und Limbach.

Der Limbacher Ortsteil Bayerisch Kohlhof kam zunächst zur Stadt Neunkirchen, wurde jedoch 1985 zurückgegliedert.

#### Gemeinde Mandelbachtal
Die Gemeinde Mandelbachtal wurde aus folgenden Gemeinden des Landkreises St. Ingbert gebildet:
- das Amt Bliesmengen-Bolchen mit den Gemeinden Bliesmengen-Bolchen und Habkirchen,
- aus dem Amt Aßweiler die Gemeinde Erfweiler-Ehlingen,
- aus dem Amt Ommersheim die Gemeinden Heckendalheim und Ommersheim,
- die Gemeinden Bebelsheim, Ormesheim und Wittersheim.

Sitz der Gemeinde ist Ormesheim.

#### Mittelstadt St. Ingbert
Zu St. Ingbert – nun nicht mehr Kreis-, sondern ab dem 1. April 1974 Mittelstadt – kamen:
- aus dem Amt Brebach (Landkreis Saarbrücken) die Gemeinde Rentrisch,
- die Gemeinden Hassel, Oberwürzbach und Rohrbach.

### Stadtverband Saarbrücken
Die Landeshauptstadt Saarbrücken wurde um umliegende Gemeinden erweitert. Die Gemeinden des Amts Ludweiler kamen teils zur Mittelstadt Völklingen, teils zur Großgemeinde Großrosseln.
Am 1. Januar 2008 wurde aus dem Stadtverband der Regionalverband Saarbrücken.

#### Stadt Friedrichsthal
Die Stadt Friedrichsthal (Saar) blieb unverändert.

#### Gemeinde Großrosseln
Zu Großrosseln kamen:
- vom Amt Ludweiler-Warndt die Gemeinden Dorf im Warndt, Emmersweiler, Großrosseln, Karlsbrunn, Naßweiler und St. Nikolaus.

#### Gemeinde Heusweiler
Zu Heusweiler kamen:
- das Amt Heusweiler mit den Gemeinden Holz, Kutzhof, Niedersalbach, Obersalbach-Kurhof und Wahlschied,
- die 1966 aus dem Amt Heusweiler ausgeschiedene Gemeinde Eiweiler.

#### Gemeinde Kleinblittersdorf
Zu Kleinblittersdorf kamen:
- das Amt Kleinblittersdorf mit den Gemeinden Auersmacher, Rilchingen-Hanweiler und Sitterswald,
- vom Amt Brebach die Gemeinde Bliesransbach.

#### Stadt Püttlingen
Zur Stadt Püttlingen kam:
- die 1933 gebildete Gemeinde Köllerbach.

#### Gemeinde Quierschied
Zu Quierschied kamen:
- vom Amt Quierschied die Gemeinden Fischbach und Göttelborn,
- aus der Stadt Dudweiler der Ortsteil Camphausen.

#### Gemeinde Riegelsberg
Zur 1939 gebildeten Gemeinde Riegelsberg kam:
- die ebenfalls dem Amt Riegelsberg angehörige Gemeinde Walpershofen.

#### Landeshauptstadt Saarbrücken
Zur 1909 gebildeten Großstadt Saarbrücken kamen:
- die Stadt Dudweiler (ohne Camphausen),
- vom Amt Brebach die Gemeinden Bischmisheim, Brebach-Fechingen, Bübingen, Güdingen, Schafbrücke und Scheidt,
- die amtsfreien Gemeinden Altenkessel, Ensheim, Eschringen, Gersweiler und Klarenthal,
- einige Flurstücke der Gemeinden Fischbach (Amt Quierschied), Kleinblittersdorf (Amt Kleinblittersdorf), Ormesheim (Landkreis St. Ingbert) und Riegelsberg (Teile der Gemarkung Güchenbach).

#### Stadt Sulzbach
Zur Stadt Sulzbach/Saar kam:
- der St. Ingberter Stadtteil Schnappach.

#### Mittelstadt Völklingen
Zur Stadt Völklingen kamen:
- vom Amt Ludweiler-Warndt die Gemeinden Lauterbach und Ludweiler,
- einige Flurstücke der Gemeinden Differten (Amt Wadgassen, Landkreis Saarlouis) und Klarenthal.

## Rechtsnachfolger der aufgelösten Ämter
| Aufgelöstes Amt     | Ehemaliger Landkreis | Rechtsnachfolgerin           | Neuer Landkreis          |
| Brebach             | Saarbrücken          | Landeshauptstadt Saarbrücken | Stadtverband Saarbrücken |
| Heusweiler          | Saarbrücken          | Gemeinde Heusweiler          | Stadtverband Saarbrücken |
| Kleinblittersdorf   | Saarbrücken          | Gemeinde Kleinblittersdorf   | Stadtverband Saarbrücken |
| Ludweiler-Warndt    | Saarbrücken          | Mittelstadt Völklingen       | Stadtverband Saarbrücken |
| Quierschied         | Saarbrücken          | Gemeinde Quierschied         | Stadtverband Saarbrücken |
| Riegelsberg         | Saarbrücken          | Gemeinde Riegelsberg         | Stadtverband Saarbrücken |
| Altheim             | Homburg              | Stadt Blieskastel            | Saar-Pfalz-Kreis         |
| Aßweiler            | St. Ingbert          | Stadt Blieskastel            | Saar-Pfalz-Kreis         |
| Bebelsheim          | St. Ingbert          | Gemeinde Mandelbachtal       | Saar-Pfalz-Kreis         |
| Bliesmengen-Bolchen | St. Ingbert          | Gemeinde Mandelbachtal       | Saar-Pfalz-Kreis         |
| Breitfurt           | Homburg              | Stadt Blieskastel            | Saar-Pfalz-Kreis         |
| Limbach             | Homburg              | Gemeinde Kirkel              | Saar-Pfalz-Kreis         |
| Medelsheim          | Homburg              | Gemeinde Gersheim            | Saar-Pfalz-Kreis         |
| Ommersheim          | St. Ingbert          | Gemeinde Mandelbachtal       | Saar-Pfalz-Kreis         |
| Rubenheim           | St. Ingbert          | Gemeinde Gersheim            | Saar-Pfalz-Kreis         |
| Walsheim            | Homburg              | Gemeinde Gersheim            | Saar-Pfalz-Kreis         |
| Bisten              | Saarlouis            | Gemeinde Überherrn           | Saarlouis                |
| Bous                | Saarlouis            | Gemeinde Schwalbach          | Saarlouis                |
| Lebach              | Saarlouis            | Gemeinde Lebach              | Saarlouis                |
| Nalbach             | Saarlouis            | Gemeinde Nalbach             | Saarlouis                |
| Schmelz             | Saarlouis            | Gemeinde Schmelz (Saar)      | Saarlouis                |
| Siersburg           | Saarlouis            | Gemeinde Rehlingen           | Saarlouis                |
| Wallerfangen        | Saarlouis            | Gemeinde Wallerfangen        | Saarlouis                |
| Wadgassen           | Saarlouis            | Gemeinde Wadgassen           | Saarlouis                |
| Beckingen           | Merzig-Wadern        | Gemeinde Beckingen           | Merzig-Wadern            |
| Hilbringen          | Merzig-Wadern        | Kreisstadt Merzig            | Merzig-Wadern            |
| Losheim             | Merzig-Wadern        | Gemeinde Losheim             | Merzig-Wadern            |
| Merzig-Land         | Merzig-Wadern        | Kreisstadt Merzig            | Merzig-Wadern            |
| Mettlach            | Merzig-Wadern        | Gemeinde Mettlach            | Merzig-Wadern            |
| Perl                | Merzig-Wadern        | Gemeinde Perl (Mosel)        | Merzig-Wadern            |
| Wadern              | Merzig-Wadern        | Stadt Wadern                 | Merzig-Wadern            |
| Weiskirchen         | Merzig-Wadern        | Gemeinde Weiskirchen         | Merzig-Wadern            |
| Eppelborn           | Ottweiler            | Gemeinde Eppelborn           | Neunkirchen              |
| Illingen            | Ottweiler            | Gemeinde Illingen (Saar)     | Neunkirchen              |
| Schiffweiler        | Ottweiler            | Gemeinde Schiffweiler        | Neunkirchen              |
| Wiebelskirchen      | Ottweiler            | Kreisstadt Neunkirchen       | Neunkirchen              |
| Niederkirchen       | St. Wendel           | Kreisstadt St. Wendel        | St. Wendel               |
| Nohfelden           | St. Wendel           | Gemeinde Nohfelden           | St. Wendel               |
| Nonnweiler          | St. Wendel           | Gemeinde Nonnweiler          | St. Wendel               |
| Oberkirchen-Namborn | St. Wendel           | Gemeinde Namborn             | St. Wendel               |
| St. Wendel-Land     | St. Wendel           | Kreisstadt St. Wendel        | St. Wendel               |
| Tholey              | St. Wendel           | Gemeinde Tholey              | St. Wendel               |